# Grand Prix Marcel Kint 2016
La 86e édition du Grand Prix Marcel Kint 2016 a eu lieu le lundi 12 septembre 2016 autour de Zwevegem. Organisée depuis 1930, l'épreuve fait cette année son entrée au calendrier UCI Europe Tour 2016. Sa distance totale est de 168 kilomètres. En 2015, c'est Baptiste Planckaert qui s'était imposé.

## Présentation

### Équipes
| Équipes continentales professionnelles (3)- Drapac - Topsport Vlaanderen-Baloise - Wanty-Groupe Gobert Équipes continentales (15)- Baby-Dump - Cibel-Cebon - Color Code-Arden'Beef - Join-S-De Rijke - Leopard Pro Cycling - Massi-Kuwait Project - Metec-TKH-Mantel - SEG Racing Academy - Start Vaxes-Partizan Cycling Team - Superano Ham-Isorex - Team3M - Differdange-Losch - Illuminate - Veranclassic-Ago - Wallonie Bruxelles-Group Protect Équipe régionale et de club- Lotto-Soudal U23 |
| |

### Classement général[2]
| \| Classement général \| Classement général \| Classement général \| Classement général \| Classement général \| \| Coureur \| Coureur \| Pays \| Équipe \| Temps \| \| ------------------ \| -------------------- \| ------------------ \| --------------------------- \| ------------------ \| \| 1er \| Jan-Willem van Schip \| Pays-Bas \| Join-S-De Rijke \| 3 h 44 min 12 s \| \| 2e \| Michiel Dieleman \| Belgique \| Cibel-Cebon \| + 2 s \| \| 3e \| Emiel Vermeulen \| Belgique \| Team 3M \| + 11 s \| \| 4e \| Amaury Capiot \| Belgique \| Topsport Vlaanderen-Baloise \| + 11 s \| \| 5e \| Taco van der Hoorn \| Pays-Bas \| Join-S-De Rijke \| + 11 s \| |                      |          |                             |                 |
| |                      |          |                             |                 |
| Source : ProCyclingStats |                      |          |                             |                 |
| Classement général |                      |          |                             |                 |
| Coureur | Coureur              | Pays     | Équipe                      | Temps           |
| 1er | Jan-Willem van Schip | Pays-Bas | Join-S-De Rijke             | 3 h 44 min 12 s |
| 2e | Michiel Dieleman     | Belgique | Cibel-Cebon                 | + 2 s           |
| 3e | Emiel Vermeulen      | Belgique | Team 3M                     | + 11 s          |
| 4e | Amaury Capiot        | Belgique | Topsport Vlaanderen-Baloise | + 11 s          |
| 5e | Taco van der Hoorn   | Pays-Bas | Join-S-De Rijke             | + 11 s          |

## UCI Europe Tour
Le Grand Prix Marcel Kint 2016 fait partie de l'UCI Europe Tour 2016 en catégorie 1.2 : les 10 meilleurs temps du classement final emportent donc de 40 à 3 points.
| Position | 1er | 2e | 3e | 4e | 5e | 6e | 7e | 8e | 9e | 10e |
| -------- | --- | -- | -- | -- | -- | -- | -- | -- | -- | --- |
| PTS UCI  | 40  | 30 | 25 | 20 | 15 | 10 | 5  | 3  | 3  | 3   |